# Дзевенцьоли
Дзевенцьоли (пол. Dziewięcioły) — село в Польщі, у гміні Мехув Меховського повіту Малопольського воєводства.
Населення — 227 осіб (2011).
У 1975-1998 роках село належало до Келецького воєводства.

## Демографія
Демографічна структура станом на 31 березня 2011 року:
|          | Загалом | Допрацездатний вік | Працездатний вік | Постпрацездатний вік |
| -------- | ------- | ------------------ | ---------------- | -------------------- |
| Чоловіки | 114     | 23                 | 77               | 14                   |
| Жінки    | 113     | 25                 | 64               | 24                   |
| Разом    | 227     | 48                 | 141              | 38                   |